# Eurycyde hispida
Eurycyde hispida là một loài nhện biển trong họ Ascorhynchidae. Loài này thuộc chi Eurycyde. Eurycyde hispida được miêu tả năm 1844 voor het eerst wetenschappelijk bởi Kroyer.